# 苏氏私塾
苏氏私塾，位于中国广东省佛山市禅城区庆源坊69号，为佛山市市级文物保护单位，类型为古建筑，公布时间为1998年4月30日。
苏氏私塾的历史年代为清代。